# Louis Berthe
Pour les articles homonymes, voir Berthe.
Louis Berthe, né le 28 mai 1927 à Lille et mort le 1er janvier 1968 au sein de l'Hôtel-Dieu dans le 4e arrondissement de Paris, est un ethnologue français. 

## Biographie
Il est spécialiste des Baduy de Java occidental et de Timor. Membre du Musée de l'Homme, il effectue de nombreux séjours de recherche sur le terrain en Indonésie (Bali, Java et Timor) de 1957 à 1968, en partie avec son épouse Claudine Friedberg, ainsi qu'en Grèce en 1965 et 1966. Il est diplômé de l'École supérieure de physique et de chimie industrielles de la ville de Paris (aujourd'hui ESPCI ParisTech), 24e promotion.
Lors de ses séjours en Indonésie, Louis Berthe enregistre des disques de musique traditionnelle.
Il est auteur d'une dizaine d'articles d'ethnologie publiés de son vivant. À sa mort prématurée, il laisse de nombreux travaux inachevés.

## Archives scientifiques
Avant de mourir, Louis Berthe lègue ses archives : « toutes mes notes de terrain […] ainsi que tous mes manuscrits doivent être remis tels quels au Laboratoire d’anthropologie sociale et nommément à son directeur Claude Lévi-Strauss ».
De ses voyages en Indonésie et en Grèce, Louis Berthe rapporte de nombreux documents de travail et d'objets, constituant aujourd'hui un fonds d'archives inestimable sur le patrimoine culturel matériel et immatériel des populations concernées :
- Archives papiers : carnets de notes de terrain, avec la transcriptions et la traduction de textes de la littérature orale indonésienne, conservés aujourd'hui par la bibliothèque du Laboratoire d'anthropologie sociale (CNRS) au Collège de France.
- Objets : 975 objets collectés en Indonésie, dont 45 instruments de musiques. Déposés au Musée de l'Homme, ils sont conservés aujourd'hui au musée du quai Branly à Paris. Deux tissus particulièrement remarquables, de jupes de femme, dites Tapis ou Sarong en langue vernaculaire et collectés chez les Abong (dans la province de Lampung en Indonésie), sont exposés sur le plateau de l'exposition permanente.
- Archives sonores : enregistrements sonores de littérature orale et de musiques traditionnelles, conservés par le Centre de Recherche en Ethnomusicologie (LESC, CNRS, Université Paris Ouest Nanterre La Défense) et accessible au public. Une partie des enregistrements est éditée (cf. publications phonographiques ci-dessus).

## Publications

### Ouvrages et chapitres
- Bei Gua : Itinéraire des ancêtres Mythes des Bunaq de Timor, Éditions du C.N.R.S, 1972, 531 p. (ISBN 9782222014485)[6],[7],[8].
- Louis Berthe, « Parenté, Pouvoir et Mode de Production », dans Échanges et communications : Mélanges offerts à Claude Lévi-Strauss à l’occasion de son 60ème anniversaire (DOI 10.1515/9783111698281-001, lire en ligne).

### Disques
- Musique des dieux, musique des hommes : Gamelans de Bali (collection du Musée de l'Homme). : Documents musicaux enregistrés à Bali par Louis Berthe et Bernard IJzerdraat, Paris, 1964.[9].
- Barong, drame musical balinais : enregistrements de Louis Berthe, notice de B. Lortat-Jacob, Paris, coll. « collection Musée de l'Homme ».[10].